# Laマーズ
Laマーズ（ラマーズ）は、日本のビン笛合奏団である。様々な空き瓶に水を入れ、吹いて音を出すという独特の演奏スタイルをとっている。

## 略歴
- 2000年秋に結成。高円寺・阿佐ヶ谷・十条を拠点として様々なイベントに出演。
- 2007年12月、東京国際フォーラムにて「ハルモニア杯音楽コンクール」バンド・アレンジ部門に出場、優勝
- 2008年、日本クラウンよりメジャー・デビュー。

## メンバー
- Sachi（メロディー）
- Rika（中音〜低音）
- nameco（低音）

## ディスコグラフィー

### ミニ・アルバム
1. LaMARS（2002年5月）
  1. LaMARS ファンファーレ
  2. かえるのうた
  3. かえるのサティ
  4. 夢のはじまり
  5. やさしい気持ち
  6. STAND BY ME
  7. ルパン三世のテーマ
  8. セサミストリート

### アルバム
1. 心呼吸（2005年10月）
  1. ドーンパープル
  2. マンタ
  3. ブランコ
  4. おふろ
  5. かえるのうた
  6. ハムスターばあちゃん
  7. ヒマワリ
  8. ゆうえんち
  9. 沈む太陽
  10. タリヤリヤピ
  11. またね
  12. ラマラマ
2. 夢耳心地（2008年5月2日）
  1. シューベルトのアヴェマリア
  2. ゆうえんち
  3. かえるのがっしょう
  4. かえるのサティ
  5. 野ばら
  6. マンタ
  7. さくら
  8. タリヤリヤピ
  9. ルパン三世のテーマ((Cantaloupe Mix))
  10. おふろ
  11. シューベルトの子守唄
  12. イマジン
  13. またね